# 叶铭 (雍正进士)
叶铭（？—？），江苏武进人，清朝政治人物。
雍正十一年（1733年）接替田大玺任福建永安县知县一职，1738年離任。